# Ferrovia Bordeaux-Sète
La ferrovia Bordeaux-Sète (in francese Ligne de Bordeaux-Saint-Jean à Sète-Ville) è un'importante linea ferroviaria posta nel sud-ovest della Francia. Servendo importanti città, quali Bordeaux, Tolosa, Narbona e Sète.

## Storia
| Tratto                  | Attivazione     | Attivazione |
| ----------------------- | --------------- | ----------- |
| Bordeaux-Langon         | 31 maggio 1855  |             |
| Langon-Tonneins         | 4 dicembre 1855 |             |
| Tonneins-Valence-d'Agen | 29 maggio 1856  |             |
| Valence-d'Agen-Tolosa   | 30 agosto 1856  |             |
| Tolosa-Cette            | 22 aprile 1857  |             |
| Manuale                 |                 |             |

La ferrovia è stata aperta a tratte dal 1855 al 1857.
La linea fu elettrificata in corrente continua a 1500 V tra il 1935 e il 1980.

## Percorso
| Continuation backward |

| Unknown route-map component "KRW+l" | Unknown route-map component "xKRWgr" |  |

| Transverse water | Unknown route-map component "hKRZWae" | Unknown route-map component "exhKRZWae" | Transverse water | Transverse water |

| Unknown route-map component "exCONTgq" | Unknown route-map component "DSTR" | Unknown route-map component "exKRZo" | Unknown route-map component "exSTR+r" |  |

| Unknown route-map component "KRWl" + Unknown route-map component "BS2l" | Unknown route-map component "xKRWg+r" + Unknown route-map component "BS2c3" | Unknown route-map component "KBSTxa" |

| Unknown route-map component "d" | Unknown route-map component "vBHF" | Unknown route-map component "v-STR" |

| 583+844 |
| 0+000   |

| Unknown route-map component "d" | Unknown route-map component "vÜST" | Unknown route-map component "v-STR" |

| Unknown route-map component "CONTgq" | Unknown route-map component "kSTR2+r" + Unknown route-map component "STRr+1h" | Straight track + Unknown route-map component "kSTRc3" + Unknown route-map component "BS2c4" | Straight track |  |

|  | Unknown route-map component "KRW+l" + Unknown route-map component "kABZg+4" | Unknown route-map component "KRWr" |

| Station on track |

| Unknown route-map component "SPLa" |

| Unknown route-map component "vSTR-DST" |

| Unknown route-map component "RAq" | Unknown route-map component "vSKRZ-Au" | Unknown route-map component "RAq" |

| Unknown route-map component "SPLe" |

| Station on track |

| Station on track |

| Station on track |

| Unknown route-map component "exKRW+l" | Unknown route-map component "eKRWgr" |  |

| Unknown route-map component "exCONTf" | Straight track |  |

| Unknown route-map component "exCONTgq" | Unknown route-map component "exSTRq" | Unknown route-map component "xvSTRo-STR+r" | Unknown route-map component "d" |  |

|  |  | Unknown route-map component "vSTR-exABZg+l" | Unknown route-map component "exdSTRq" | Unknown route-map component "exKBSTeq" |

| Unknown route-map component "d" | Unknown route-map component "vBHF-exBHF" |

| Unknown route-map component "d" | Unknown route-map component "evSHI2g+l-" |

| Transverse water | Small bridge over water | Transverse water |

| Station on track |

| Station on track |

| Station on track |

| Station on track |

| Station on track |

| Transverse water | Small bridge over water | Transverse water |

| Station on track |

| Unknown route-map component "exCONTgq" | Unknown route-map component "exdSTRq" + Unknown route-map component "ldENDE@Fq" | Unknown route-map component "dSTR2h+r" | Unknown route-map component "SHI2gr" |  |  |

| Unknown route-map component "vDST-BHF" | Unknown route-map component "d" |

| Unknown route-map component "v-SHI2g+r" | Unknown route-map component "d" |

| Transverse water | Unknown route-map component "hKRZWae" | Transverse water |

| Unknown route-map component "hSTRae" |

| Station on track |

| Station on track |

| Station on track |

| Transverse water | Small bridge over water | Transverse water |

| Station on track |

| Enter and exit short tunnel |

| Enter and exit tunnel |

| Station on track |

| Station on track |

| Station on track |

| Unknown route-map component "CONTgq" | Transverse track | Unknown route-map component "ABZg+r" + Unknown route-map component "BS2l" | Unknown route-map component "BS2c3" |  |

| Unknown route-map component "d" | Unknown route-map component "vBHF-DST" |

|  |  | Unknown route-map component "SHI2g+l" | Unknown route-map component "exSTRl+4h" + Unknown route-map component "BS2c4" | Unknown route-map component "exCONTfq" |

| Unknown route-map component "eBHF" |

|  | Unknown route-map component "uexSTR+l" | Unknown route-map component "emdKRZu" | Unused transverse waterway | Unknown route-map component "uexCONTfq" |

| Unknown route-map component "uexCONTgq" | Unknown route-map component "uexABZg+r" | Unknown route-map component "vSHI2gl-" | Unknown route-map component "d" |  |

| Unknown route-map component "uexKBHFe" | Unknown route-map component "vBHF-DST" | Unknown route-map component "d" |

| Unknown route-map component "d" | Unknown route-map component "vÜSTr" |

|  |  | Unknown route-map component "d" + Straight track | One way leftward | Unknown route-map component "exdSTRq" + Unknown route-map component "ldENDE@Gq" | Unknown route-map component "exCONTfq" |

| Unknown route-map component "eBHF" |

| Transverse water | Unknown route-map component "hKRZWae" | Transverse water |

| Station on track |

| Unknown route-map component "CONTgq" | Unknown route-map component "STR2h+r" | Unknown route-map component "SHI2gr" |  |  |

| Unknown route-map component "vDST-BHF" | Unknown route-map component "d" |

| Unknown route-map component "v-SHI2g+r" | Unknown route-map component "d" |

| Unknown route-map component "eBHF" |

| Unknown route-map component "eBHF" |

| Non-passenger station/depot on track |

| Unknown route-map component "exLCONTg" | Straight track |  |

| Unknown route-map component "exBHF" | Straight track |  |

| Unknown route-map component "exKRW+l" | Unknown route-map component "exKRWgr" | Straight track |  |  |

| Unknown route-map component "exLCONTf" | Unknown route-map component "exSTR" | Straight track |  |  |

| Unknown route-map component "exWBRÜCKE1" | Straight track |  |

| Unknown route-map component "exWBRÜCKE1" | Straight track |  |

| Unknown route-map component "exKRWl" | Unknown route-map component "eKRWg+r" |  |

| Transverse water | Unknown route-map component "KRZWu" | Transverse water |

| Station on track |

|  |  | Unknown route-map component "ABZgl" | Transverse track | Unknown route-map component "LCONTfq" |

| Unknown route-map component "v-SHI2gr" | Unknown route-map component "d" |

| Unknown route-map component "vDST-eBHF" | Unknown route-map component "d" |

| Unknown route-map component "CONTgq" | Unknown route-map component "STRr+1h" | Unknown route-map component "SHI2g+r" |  |  |

| Transverse water | Small bridge over water | Transverse water |

| Unknown route-map component "eBHF" |

| Unknown route-map component "eBHF" |

| Station on track |

| Unknown route-map component "nKBSTaq" | Unknown route-map component "nABZ+lr" | Unknown route-map component "ABZgnr" |  |  |

|  | Unknown route-map component "nSTR" | Station on track |  |  |

| Transverse water | Small bridge over water | Transverse water |

|  | Unknown route-map component "SPLa" |

| Unknown route-map component "uexKBHFa" | Unknown route-map component "vBHF-DST" |  |

| Unused straight waterway | Unknown route-map component "SPLe" |  |

| Unknown route-map component "uexSTRl" | Unknown route-map component "emKRZu" | Unknown route-map component "uexCONTfq" |

| Station on track |

| Station on track |

|  |  | Unknown route-map component "eABZg+l" | Unknown route-map component "exSTRq" | Unknown route-map component "exCONTfq" |

| Station on track |

| Enter and exit short tunnel |

| Enter and exit short tunnel |

| Transverse water | Unknown route-map component "hKRZWae" | Transverse water |

| Unknown route-map component "SKRZ-Au" |

| Unknown route-map component "v-SHI2gr" | Unknown route-map component "d" |

| Unknown route-map component "uexKBHFa" | Unknown route-map component "vDST-BHF" | Unknown route-map component "d" |  |

| Unknown route-map component "cd" + Unknown route-map component "uexCONTgq" | Unknown route-map component "MASK" + Unknown route-map component "uexSTRr" | Unknown route-map component "vSTR" | Unknown route-map component "c" |  |  |

| Unknown route-map component "CONTgq" | Unknown route-map component "STRr+1h" | Straight track + Unknown route-map component "BS2c4" |  |  |

| Unknown route-map component "SKRZ-Au" |

| Station on track |

|  |  | Unknown route-map component "eABZg+l" | Unknown route-map component "exhKRZWaeq" | Unknown route-map component "exCONTfq" |

|  |  | Unknown route-map component "ABZg+l" | Unknown route-map component "hKRZWaeq" | Unknown route-map component "CONTfq" |

| Station on track |

|  |  | Unknown route-map component "eABZgl" | Unknown route-map component "exSTRq" | Unknown route-map component "exCONTfq" |

|  |  | Unknown route-map component "xKRWgl" | Unknown route-map component "KRW+r" |  |

|  | Unknown route-map component "exLCONTg" | Unknown route-map component "exSTR" | Straight track |  |

|  | Unknown route-map component "exSTRl" | Unknown route-map component "exTBHFxu" | Unknown route-map component "exDSTRq" + Straight track | Unknown route-map component "exSTR+r" |

|  |  | Unknown route-map component "exSTR" | Straight track | Unknown route-map component "exLCONTf" |

|  |  | Unknown route-map component "xKRWg+l" | Unknown route-map component "KRWr" |  |

| Unknown route-map component "SKRZ-Au" |

| Station on track |

| Station on track |

| Station on track |

|  | Straight track | Unknown route-map component "exLCONTg" |

| Unknown route-map component "exSTR+l" | Unknown route-map component "eKRZu" | Unknown route-map component "exSTRr" |

| Unknown route-map component "exLSTR" | Straight track |  |

| Unknown route-map component "exLSTR" | Station on track |  |

| Unknown route-map component "exLSTR" | Small bridge over water | Transverse water |

| Unknown route-map component "exLSTR" | Straight track |  |

| Unknown route-map component "exKRWl" | Unknown route-map component "eKRWg+r" |  |

| Station on track |

| Unknown route-map component "v-SHI2gr" | Unknown route-map component "d" |

| Unknown route-map component "vSTR-DST" | Unknown route-map component "d" |

| Unknown route-map component "d" | Unknown route-map component "vÜSTr" + Unknown route-map component "v-STR+l" | Unknown route-map component "KBSTeq" |

| Unknown route-map component "vSTR-BHF" | Unknown route-map component "d" |

| Unknown route-map component "vBHF" | Unknown route-map component "d" |

| Unknown route-map component "vSKRZ-Au" | Unknown route-map component "d" |

| Unknown route-map component "KBSTaq" | Unknown route-map component "vABZgr-STR" | Unknown route-map component "d" |  |

| Unknown route-map component "vSTR-BHF" | Unknown route-map component "d" |

| Unknown route-map component "vSTR-BHF" | Unknown route-map component "d" |

| Unknown route-map component "STR~L" | Unknown route-map component "BS2r" + Unknown route-map component "STR~R" + Unknown route-map component "kABZg2" |  |

|  | Unknown route-map component "cd" | Unknown route-map component "c" + Unknown route-map component "vSTR" | Unknown route-map component "kSTRc1" + Unknown route-map component "BS2c2" | Unknown route-map component "kSTRl+4" + Unknown route-map component "STR3h+l" | Unknown route-map component "CONTfq" |

| Unknown route-map component "v-SHI2gr" | Unknown route-map component "vÜSTr" | Unknown route-map component "d" |

| Unknown route-map component "vDST-STR" | Unknown route-map component "vSTR" | Unknown route-map component "d" |

| Unknown route-map component "v-SHI2g+r" | Unknown route-map component "vSTR" | Unknown route-map component "d" |

| Unknown route-map component "vÜST" | Unknown route-map component "dSTR" |

| Unknown route-map component "KBSTaq" | Unknown route-map component "dABZgr" | Unknown route-map component "vÜSTl" |  |

| Unknown route-map component "dBHF-L" | Unknown route-map component "vBHF-R" |

| Unknown route-map component "dSTR" | Unknown route-map component "vSHI2g+l-" |

| Unknown route-map component "vÜST" | Unknown route-map component "d" |

| Unknown route-map component "vTUNNEL2" | Unknown route-map component "d" |

| Unknown route-map component "CONTgq" | Unknown route-map component "STRr+1h" | Straight track + Unknown route-map component "BS2c4" |  |  |

| Station on track |

| Unknown route-map component "SKRZ-Au" |

| Transverse water | Small bridge over water | Transverse water |

| Station on track |

| Station on track |

| Station on track |

| Station on track |

| Station on track |

| Station on track |

| Station on track |

| Station on track |

| Transverse water | Small bridge over water | Transverse water |

| Unknown route-map component "GIPl" |

| Unknown route-map component "eBHF" |

| Unknown route-map component "eBHF" |

| Unknown route-map component "d" | Unknown route-map component "uexCONTgq" | Unknown route-map component "emdKRZu" | Unknown route-map component "uexdSTRq" | Unknown route-map component "uexSTR+r" |

|  | Unknown route-map component "d" | Unknown route-map component "vSHI2gl-" | Unused straight waterway |

|  | Unknown route-map component "d" | Unknown route-map component "vBHF-DST" | Unknown route-map component "uexKBHFe" |

|  |  | Unknown route-map component "SHI2g+l" | Unknown route-map component "STRl+4h" | Unknown route-map component "CONTfq" |

| Unknown route-map component "eBHF" |

| Unknown route-map component "cd" + Unknown route-map component "uexCONTgq" | Unknown route-map component "MASK" + Unknown route-map component "uexSTR+r" | Unknown route-map component "c" | Straight track |  |  |

| Unknown route-map component "uexABZg+l" | Unknown route-map component "uexdSTRq" | Unknown route-map component "emdKRZu" | Unknown route-map component "uexCONTfq" | Unknown route-map component "d" |

| Unused straight waterway | Unknown route-map component "v-SHI2gr" | Unknown route-map component "d" |  |

| Unknown route-map component "uexKBHFe" | Unknown route-map component "vDST-BHF" | Unknown route-map component "d" |  |

| Unknown route-map component "exCONTgq" | Unknown route-map component "exSTRr+1h" + Unknown route-map component "BS2c1" | Unknown route-map component "SHI2g+r" |  |  |

| Transverse water | Small bridge over water | Transverse water |

| Unknown route-map component "eBHF" |

| Unknown route-map component "eBHF" |

| Unknown route-map component "CONTgq" | Transverse track | Unknown route-map component "ABZg+r" + Unknown route-map component "BS2l" | Unknown route-map component "BS2c3" |  |

| Unknown route-map component "d" | Unknown route-map component "uexKBHFa" | Unknown route-map component "vBHF-DST" |  |

| Unknown route-map component "d" | Unknown route-map component "uexSTRl" | Unknown route-map component "emvKRZo" | Unknown route-map component "uexCONTfq" |

| Unknown route-map component "d" | Transverse water | Unknown route-map component "vWBRÜCKE1" | Transverse water |

| Unknown route-map component "d" | Unknown route-map component "vSHI2g+l-" |

| Transverse water | Unknown route-map component "hKRZWae" | Transverse water |

| Enter and exit tunnel |

| Non-passenger station/depot on track |

| Unknown route-map component "eHST" |

| Unknown route-map component "eHST" |

| Unknown route-map component "eBHF" |

| Unknown route-map component "eBHF" |

| Unknown route-map component "d" | Unknown route-map component "evSHI2gl-" |

| Unknown route-map component "d" | Unknown route-map component "veBHF-exBHF" |

|  |  | Unknown route-map component "eSHI2g+l" | Unknown route-map component "exSTRl+4h" | Unknown route-map component "exCONTfq" |

| Unknown route-map component "eBHF" |

|  | Station on track + Unknown route-map component "HUBaq" | Unknown route-map component "uexKBHFa" + Unknown route-map component "HUBeq" |

|  |  | Straight track | Unknown route-map component "uexABZgl" | Unknown route-map component "uexCONTfq" |

| Unknown route-map component "uexCONTgq" | Unknown route-map component "emKRZu" | Unknown route-map component "uexSTRr" |

| Transverse water | Unknown route-map component "hKRZWae" | Transverse water |

| Unknown route-map component "eBHF" |

| Unknown route-map component "eBHF" |

| Unknown route-map component "eBHF" |

| Unknown route-map component "uexCONTgq" | Unknown route-map component "emKRZo" | Unknown route-map component "uexSTR+r" |

|  | Unknown route-map component "kABZg3" | Unused straight waterway |

| Unknown route-map component "CONTgq" | Unknown route-map component "kSTRr+1" + Unknown route-map component "STR2h+r" | Straight track + Unknown route-map component "kSTRc4" + Unknown route-map component "BS2c3" | Unused straight waterway |  |

| Unknown route-map component "uexSTR+l" | Unknown route-map component "emvKRZo" + Unknown route-map component "MSTR" + Unknown route-map component "vÜST" | Unknown route-map component "uexv-STRr" | Unknown route-map component "d" |

| Unknown route-map component "d" | Unused straight waterway | Unknown route-map component "vSTR-ABZg+l" | Transverse track | Unknown route-map component "CONTfq" |

| Unknown route-map component "dWASSERq" | Unknown route-map component "uexWBRÜCKE1" | Unknown route-map component "vWBRÜCKE1" | Transverse water |  |

| Unknown route-map component "uexKBHFe" | Unknown route-map component "vBHF" | Unknown route-map component "d" |  |

| Unknown route-map component "v-SHI2g+r" | Unknown route-map component "d" |

| Station on track |

| Transverse water | Unknown route-map component "hKRZWae" | Transverse water |

| Unknown route-map component "hKRZWae" |

| Station on track |

| Transverse water + Unknown route-map component "lKRZo+L" | Enter and exit tunnel | Transverse water + Unknown route-map component "lKRZo+R" |

|  |  | Unknown route-map component "SHI2gl" | Unknown route-map component "exSTR3h+l" + Unknown route-map component "BS2c3" | Unknown route-map component "exCONTfq" |

| Unknown route-map component "d" | Unknown route-map component "vDST-STR" |

| Unknown route-map component "d" | Unknown route-map component "vSTR-DST" |

|  | Unknown route-map component "SHI2g+l" | Unknown route-map component "STRl+4h" |

| Transverse water | Unknown route-map component "hKRZWae" | Transverse water |

| Unknown route-map component "v-SHI2gr" | Unknown route-map component "d" |

| Unknown route-map component "vBHF" | Unknown route-map component "d" |

| Unknown route-map component "vÜSTl" | Unknown route-map component "d" |

|  | Unknown route-map component "d" | Unknown route-map component "vSTRlo-STR" | Transverse track | Unknown route-map component "CONTfq" |

| Unknown route-map component "SKRZ-Au" |

| Non-passenger station/depot on track |

|  | Unknown route-map component "d" | Unknown route-map component "vSHI2gl-" |  |

| Unknown route-map component "d" | Unknown route-map component "vBHF-eBHF" |

|  |  | Straight track + Unknown route-map component "BS2c1" | Unknown route-map component "STRl+4h" | Unknown route-map component "CONTfq" |

| Transverse water | Small bridge over water | Transverse water |

| Unknown route-map component "hSTRae" |

| Unknown route-map component "STRo" |

| Unknown route-map component "hSTRae" |

| Station on track |

| Transverse water | Small bridge over water | Transverse water |

| Transverse water | Unknown route-map component "hKRZWae" | Transverse water |

|  | Unknown route-map component "eABZgl" | Unknown route-map component "exCONTfq" |

| Station on track |

| Transverse water | Small bridge over water | Transverse water |

| Transverse water | Unknown route-map component "DBK" | Transverse water |

| Unknown route-map component "v-BHF" | Unknown route-map component "dKDSTa" |

| Non-passenger head station | Unknown route-map component "vÜSTl" | Unknown route-map component "d" |

|  | Unknown route-map component "v-STR" | Straight track + Unknown route-map component "BS2c1" | Unknown route-map component "STRl+4h" | Unknown route-map component "CONTfq" |

| Unknown route-map component "v-SHI3l" | Unknown route-map component "SHI3g+r" |  |

| Continuation forward |